# Ichirō Matsui

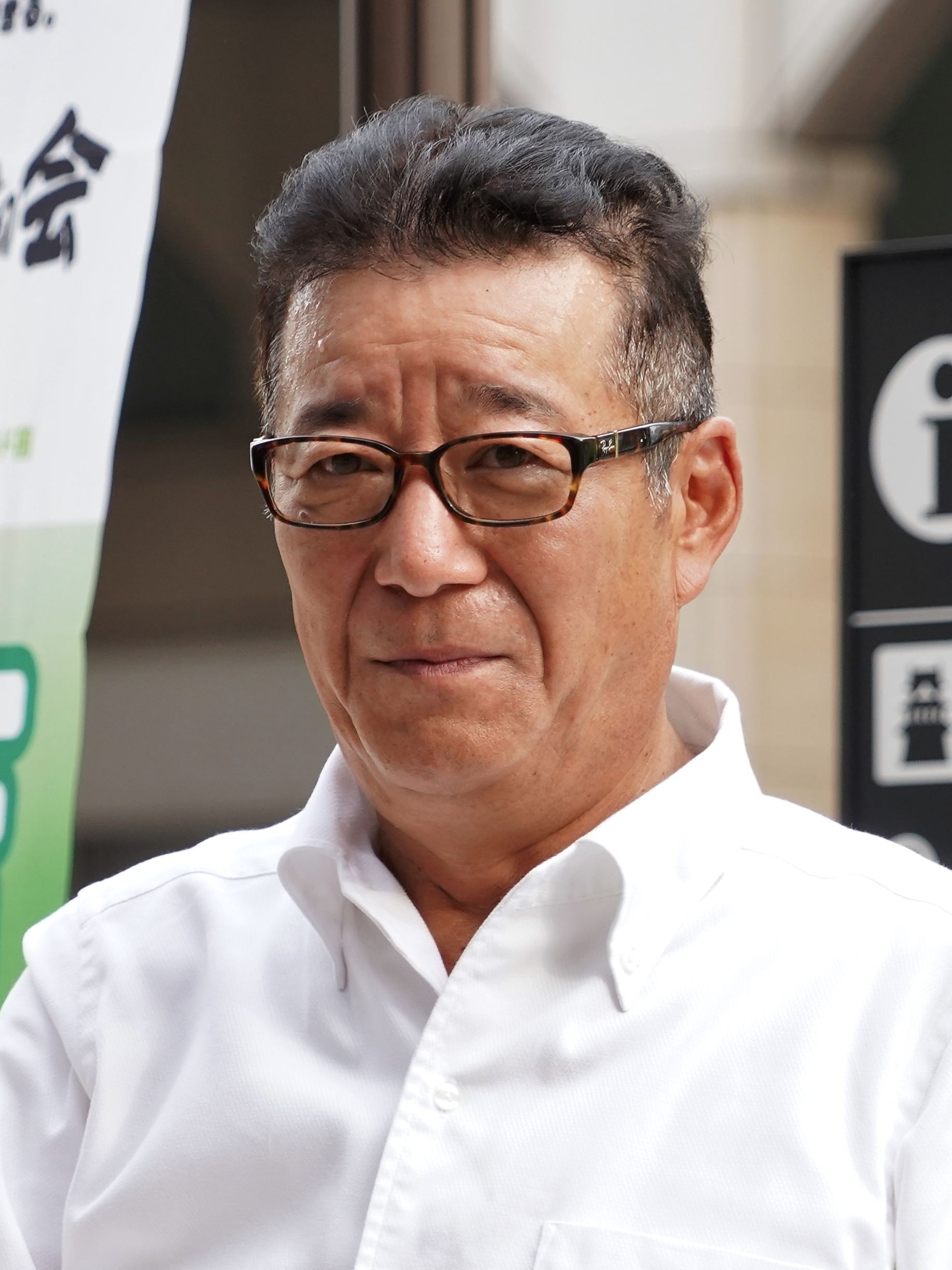
Ichirō Matsui (2022)

Ichirō Matsui (jap. 松井 一郎 Matsui Ichirō; * 31. Januar 1964 in der Präfektur Osaka) ist ein japanischer Politiker. Von 2011 bis 2019 war er Gouverneur der Präfektur Osaka, anschließend bis 2023 Bürgermeister der Stadt Osaka. Von 2015 bis 2022 war er Parteivorsitzender der nationalen Ōsaka/Nippon Ishin no Kai, bis 2020 gleichzeitig der regionalen Ōsaka Ishin no Kai.

## Leben
Matsui war nach Abschluss seines Studiums an der Fukuoka Kōgyō Daigaku („Technische Hochschule Fukuoka“, engl. Fukuoka Institute of Technology) in der Privatwirtschaft tätig. Bei den einheitlichen Regionalwahlen 2003 kandidierte er im dreimandatigen Wahlkreis Stadt Yao mit Unterstützung der Liberaldemokratischen Partei für das Parlament der Präfektur Osaka. Er wurde gewählt, 2007 und 2011 im Amt bestätigt. Im LDP-Präfekturverband übernahm er verschiedene Führungsfunktionen in der  „Jugendabteilung“ (seinen-kyoku; für unter 45-jährige).
2010 beteiligte sich Matsui an der Gründung des Ōsaka Ishin no Kai und wurde Generalsekretär sowohl der Partei wie der Fraktion im Präfekturparlament. Als Tōru Hashimoto 2011 als Gouverneur zurücktrat, um bei der Bürgermeisterwahl in der Stadt Osaka zu kandidieren, wurde Matsui der Kandidat Hashimotos und des Ishin no Kai für die Gouverneursnachfolge bei der vorgezogenen Neuwahl im November 2011. Er erhielt über zwei Millionen Stimmen und konnte Kaoru Kurata, den Kandidaten der großen Parteien, sowie fünf weitere Mitbewerber klar distanzieren. Matsui trat das Gouverneursamt sofort nach der Wahl an. Im Dezember 2015 übernahm er zudem nach dem Rücktritt Hashimotos als Bürgermeister der Stadt Osaka den Parteivorsitz.
Kurz vor den einheitlichen Regionalwahlen im April 2019 gaben er und der Bürgermeister von Osaka, Hirofumi Yoshimura, ihre Rücktritte bekannt. Matsui und Yoshimura traten anschließend jeweilig für das Amt des anderen an und konnten somit die Amtsperioden wieder in Einklang mit dem Fünf-Jahre-Rhythmus der einheitlichen Regionalwahlen bringen und den von der Ishin no Kai verfolgten Ōsaka-to-Plan (大阪都構想, Ōsaka-to kōsō) bekräftigen, der die Auflösung der Stadt Osaka in „Sonderbezirke“ (tokubetsu-ku) der Präfektur Osaka ähnlich wie in der Präfektur Tokio beinhaltet. Matsui wurde mit 660.819 Stimmen gegen den von LDP, Kōmeitō und Demokratischer Volkspartei unterstützten Kandidaten Akira Yanagimoto (476.351 Stimmen) zum Bürgermeister gewählt. Nach dem knappen Scheitern des zweiten Referendums über den to-Plan 2020 kündigte Matsui seinen Rückzug mit Ende seiner laufenden Amtszeit als Bürgermeister an. Den Vorsitz der Präfekturpartei Ōsaka Ishin no Kai übernahm Hirofumi Yoshimura. Den Vorsitz der Nationalpartei übergab Matsui 2022 Nobuyuki Baba.
Die Bürgermeisterwahl 2023 (weiter Teil der einheitlichen Wahlen im April) gewann souverän der Ishin-Kandidat Hideyuki Yokoyama, vorher Abgeordneter im Präfekturparlament von Osaka.